# Francesco Ferrigno

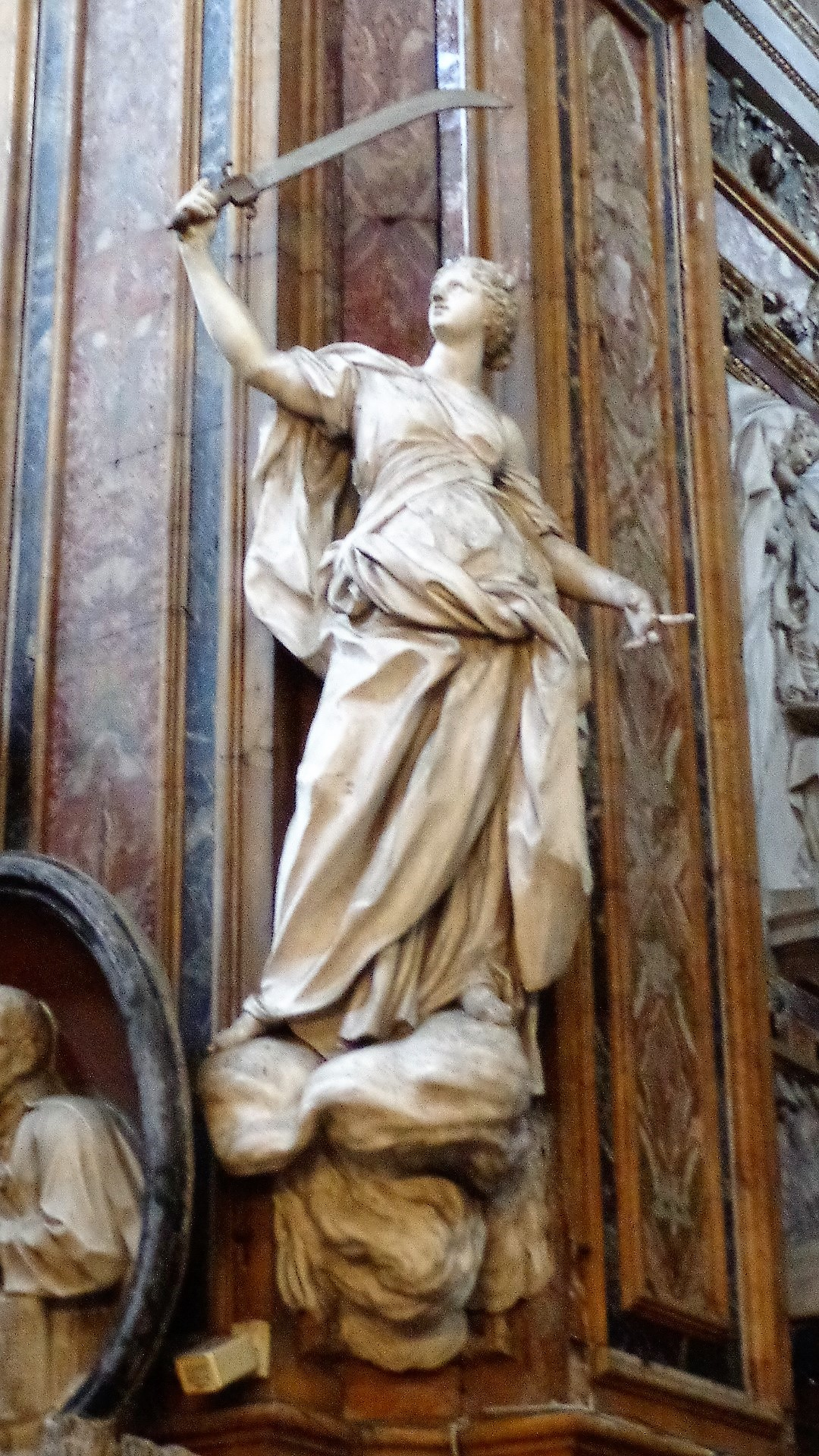
Giustizia.

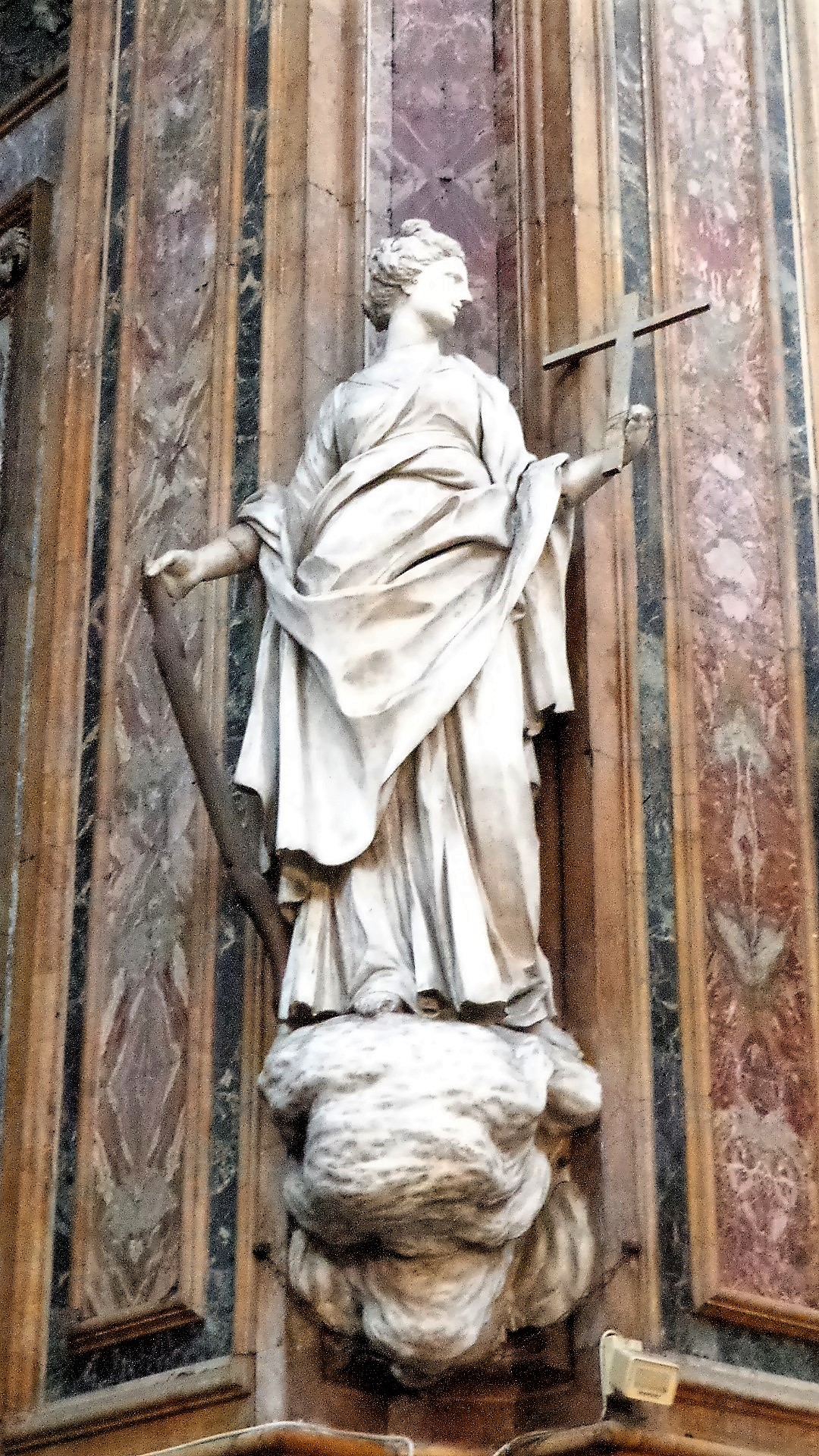
Fede.

Francesco Ferrigno (Trapani, 1686 – Palermo, 28 marzo 1766) è stato un religioso italiano, architetto, ingegnere, artista esponente del barocco siciliano.

## Biografia
Francesco Ferrigno proveniva da una famiglia di Trapani sin da giovane avviato alla carriera ecclesiastica.
Avviato alla carriera artistica dal religioso Andrea Palma, ebbe contesa sull'avvicendamento e sull'attribuzione di commesse lavorative col nipote di quest'ultimo Nicolò Palma.
Ha lavorato principalmente a Palermo per progetti di decorazione interna di chiese con apparati in stucco, che sono stati spesso eseguiti da membri della famiglia Serpotta e relativa bottega, di edificazione delle cupole dei principali luoghi di culto della fiorente capitale dell'isola, riprogettazione, direzione lavori e ricostruzioni post-terremoti dell'immenso patrimonio religioso e architettonico cittadino.
Muore a Palermo il 28 marzo 1766, con sepoltura nella chiesa di Santa Maria della Pace dell'Ordine dei frati minori cappuccini.

## Opere

### Palermo
(elenco in aggiornamento)
- 1717, Paliotto, progetto per la realizzazione del prospetto anteriore dell'altare argenteo, opera documentata nella chiesa di San Domenico.
- 1718, Pavimento, opera non esistente al presente, attività di progettazione della pavimentazione della chiesa di San Michele Arcangelo de' Indulcis.
- 1728c., Progettazione decorazioni interne e allegorie delle quattro virtù teologali[1] della Fede, della Giustizia opere di Giacomo Serpotta, della Speranza, della Carità opere di Bartolomeo Sanseverino, manufatti realizzati nei pennacchi della cupola della chiesa di San Matteo al Cassaro.
- 1732, Attività di progettazione della cupola approntata dal capomastro Simone Marvuglia, padre di Giuseppe Venanzio Marvuglia, della chiesa di Sant'Ignazio all'Olivella.
- 1736, Attività di progettazione e restauro, con la collaborazione di Giovanni Biagio Amico, del prospetto meridionale della chiesa di Sant'Anna la Misericordia.
- 1750, Attività di progettazione e direzione lavori per la realizzazione della cupola della chiesa di Santa Caterina d'Alessandria.
- 1758, Attività di progettazione e direzione lavori per la realizzazione del prospetto della chiesa dei Tre Re.
- 1751, Attività di progettazione e direzione lavori per il restauro, causa danni strutturali dovuti a sismi, della chiesa dell'Immacolata Concezione ai Cartari.
- XVIII secolo, Decorazione prospettica, opera documentata (Antonino Mongitore, Le Parrocchie) nella demolita chiesa di Santa Croce.

### Altre località
- 1719 - 1720, Decorazioni, manufatti costituiti da fregi, volute, medaglioni, conchiglie, finti pilastri e colonne, secondo lo stile rocaille, opere autografe con l'iscrizione "Franciscus Ferrigno, Architectus Panormitanus" documentata sulla finta edicola dell'altare maggiore,[2] presenti nella cattedrale di Santa Maria la Nova di Caltanissetta.
- 1732, Volte e decorazioni d'interni autografi con l'iscrizione "Franciscus Ferrigno architectus", affreschi realizzati da Filippo Randazzo, opere presenti nella chiesa del Crocifisso di Montemaggiore Belsito.
- 1736, Attività di riprogettazione e ricostruzione della chiesa di Maria Santissima Assunta di Tusa.
- 1751, Attività di direttore architettonico nella chiesa di Maria Santissima del Lume di Palazzo Adriano.

### Disegni
- 1729, Disegno raffigurante il portale interno della chiesa di San Matteo al Cassaro, attribuzione con la collaborazione di Giacomo Serpotta, matita nera, inchiostro bruno e acquarello grigio su carta bianca ingiallita, opera custodita nella Galleria regionale della Sicilia di «Palazzo Abatellis» di Palermo.

## Galleria d'immagini

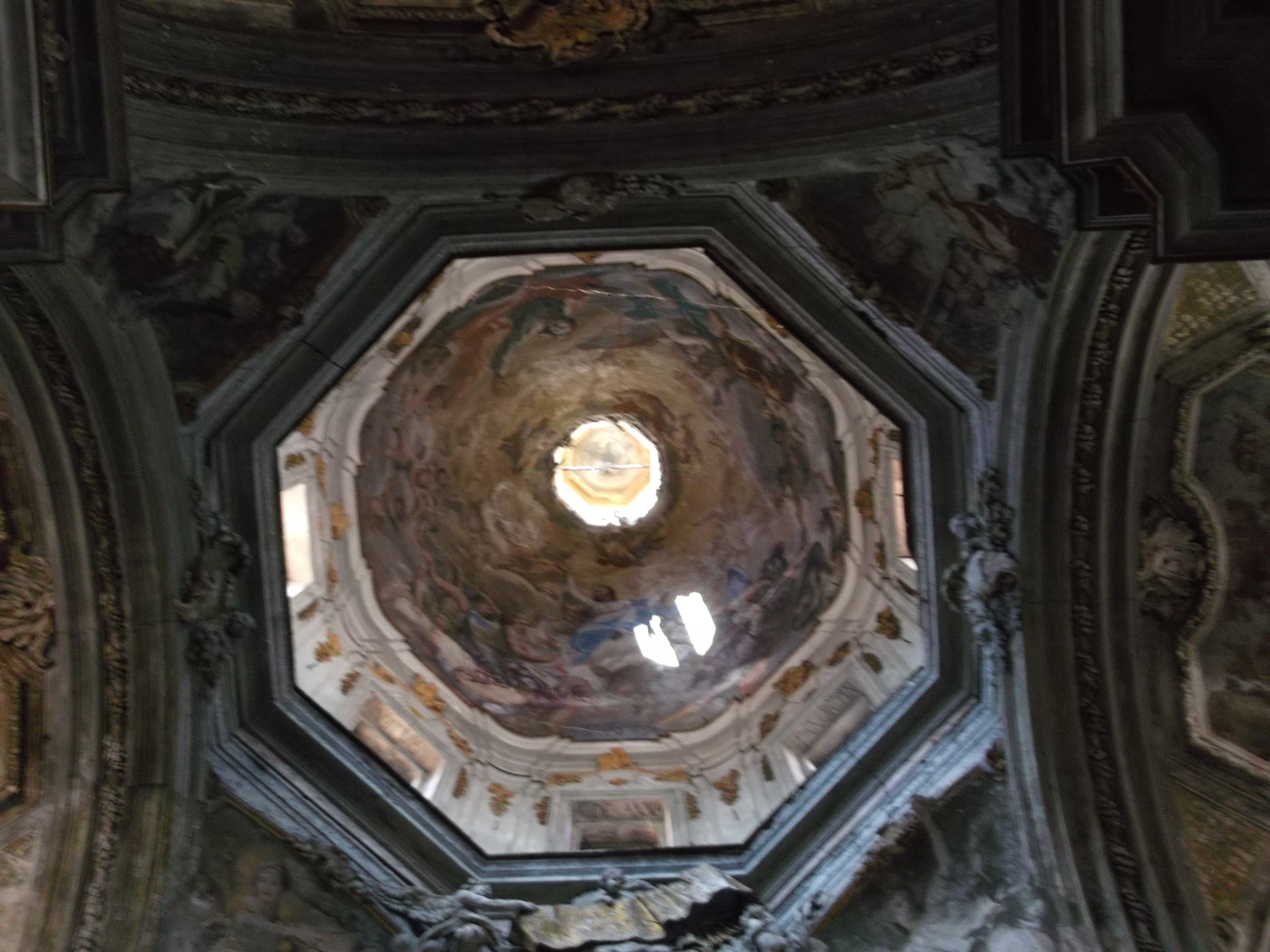
Cupola, interno, chiesa di San Matteo al Cassaro
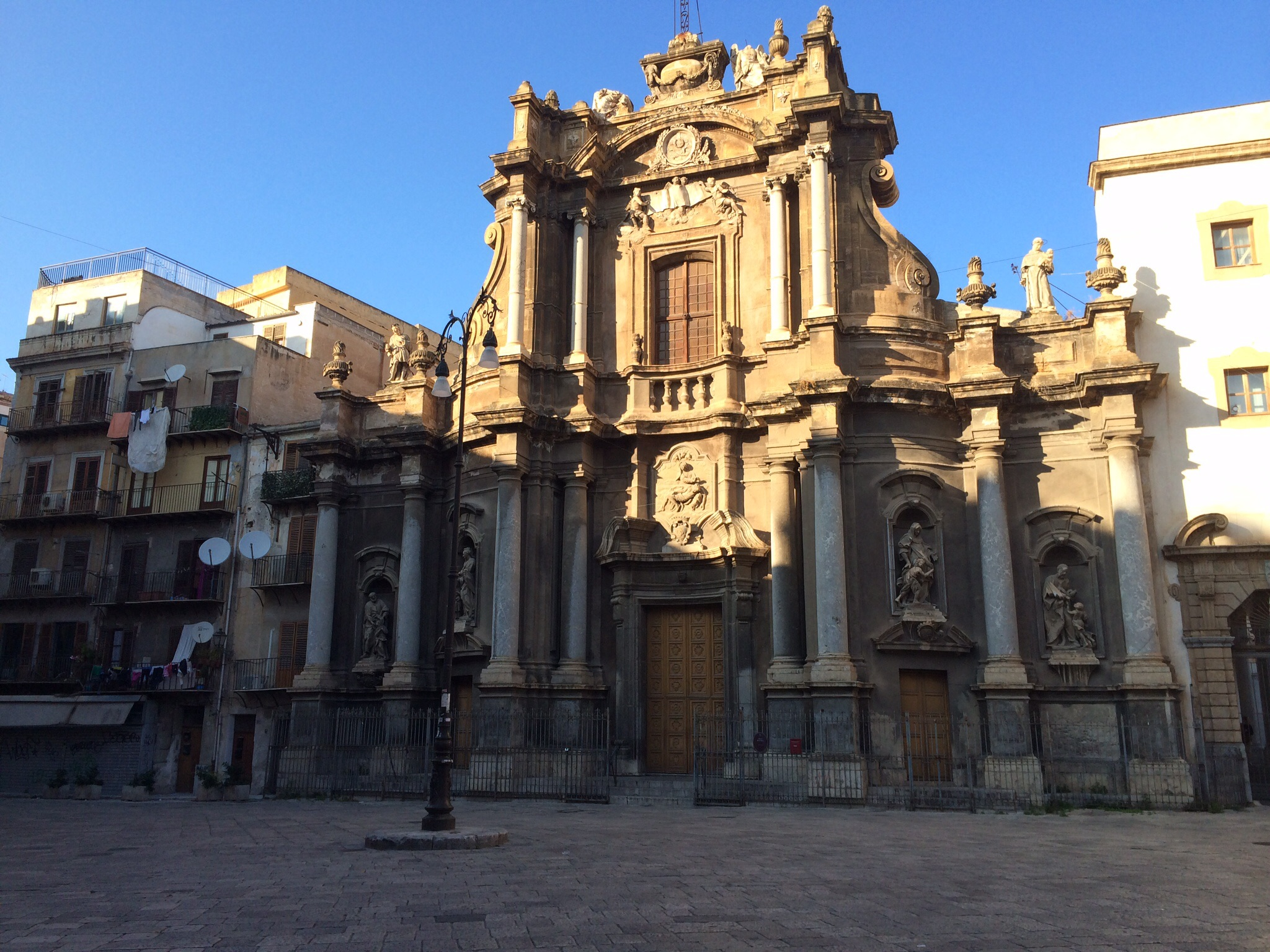
Prospetto, chiesa di Sant'Anna la Misericordia
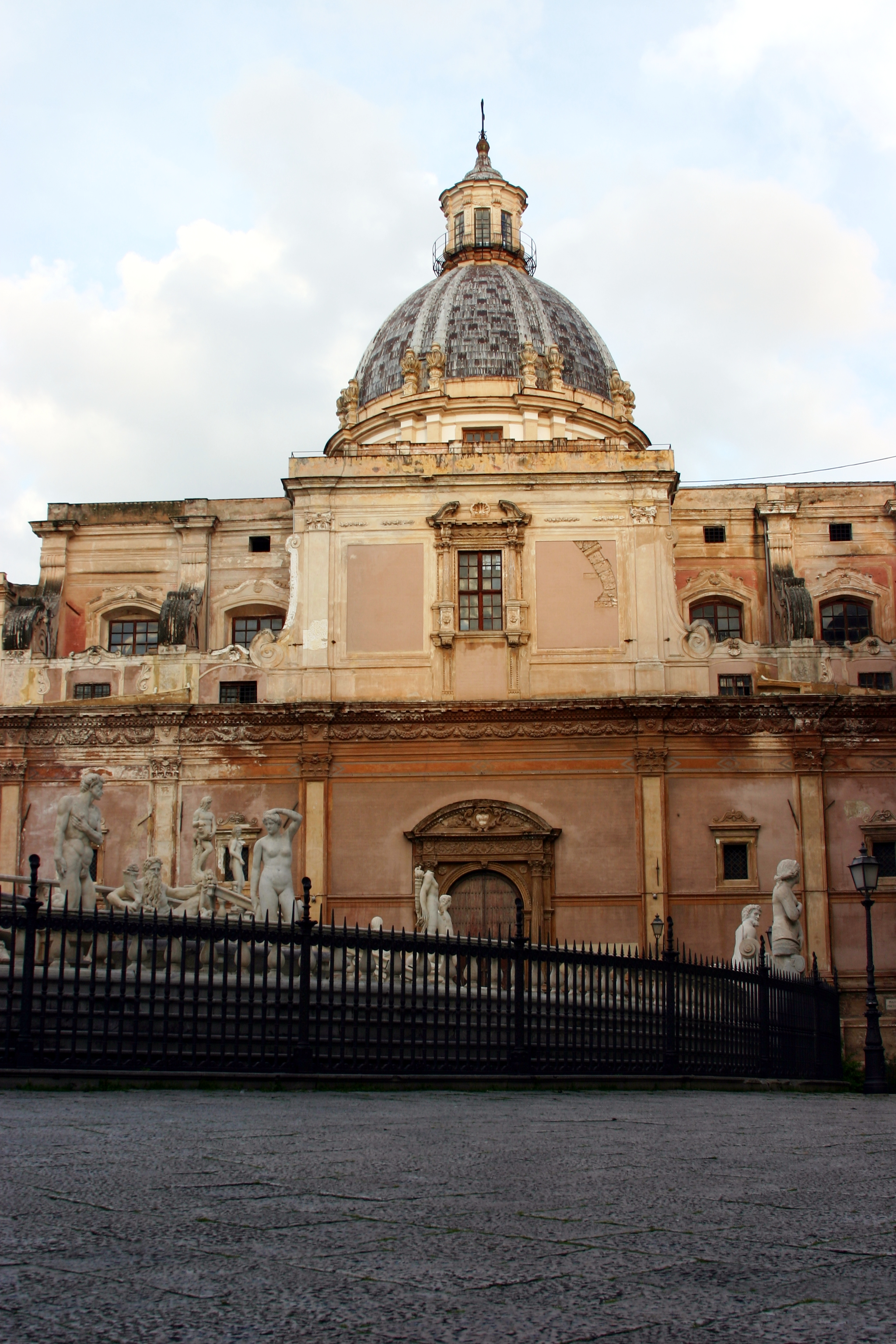
Cupola, chiesa di Santa Caterina d'Alessandria
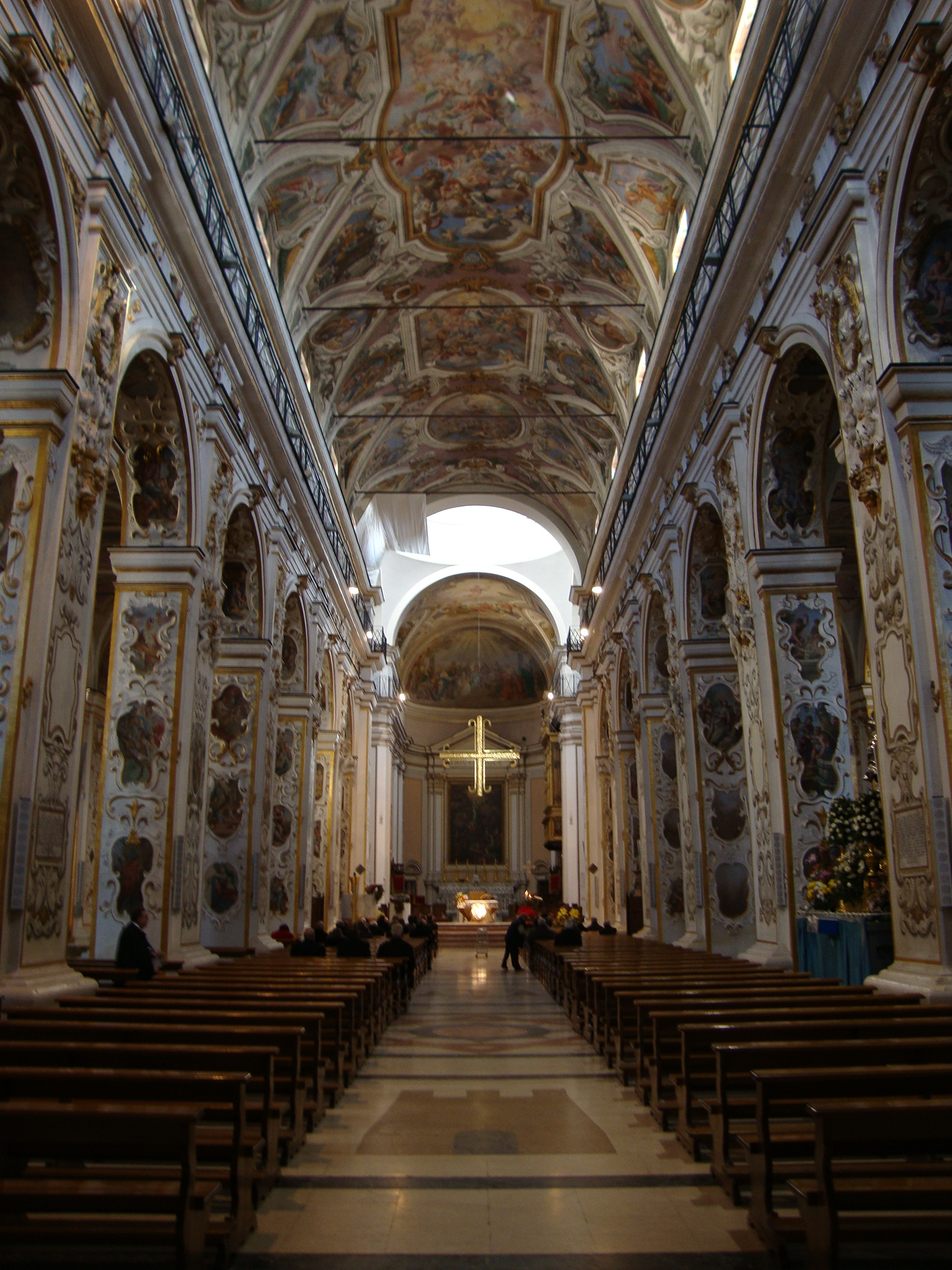
Decorazione interno, cattedrale di Santa Maria la Nova di Caltanissetta
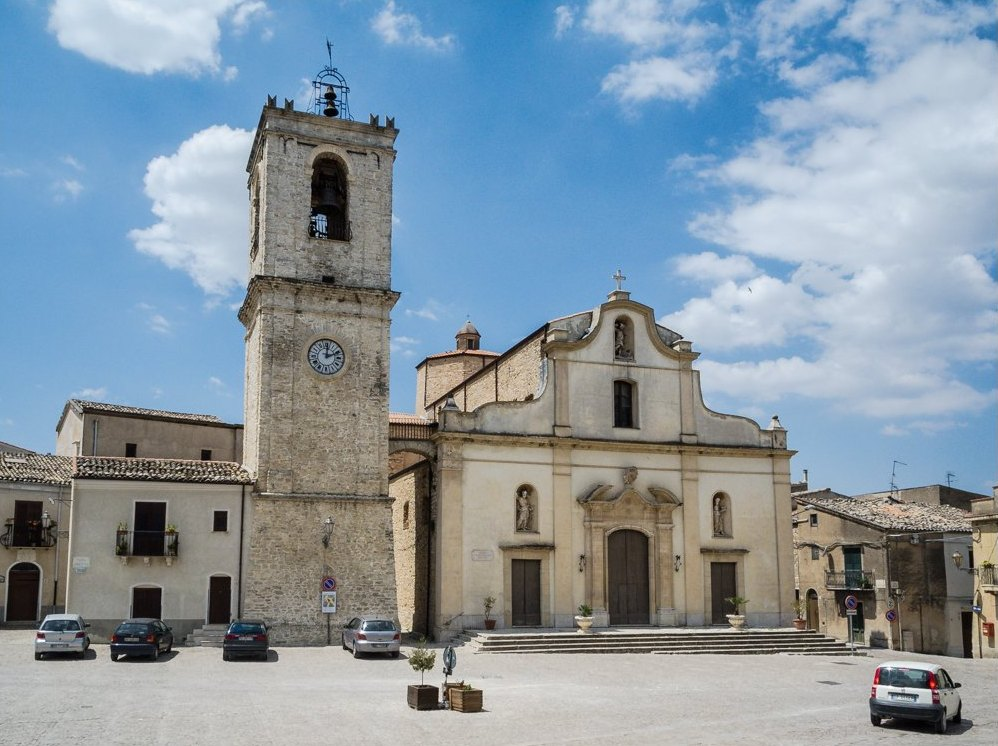
Chiesa di Maria Santissima del Lume di Palazzo Adriano